# Pfarrkirche Gottestal

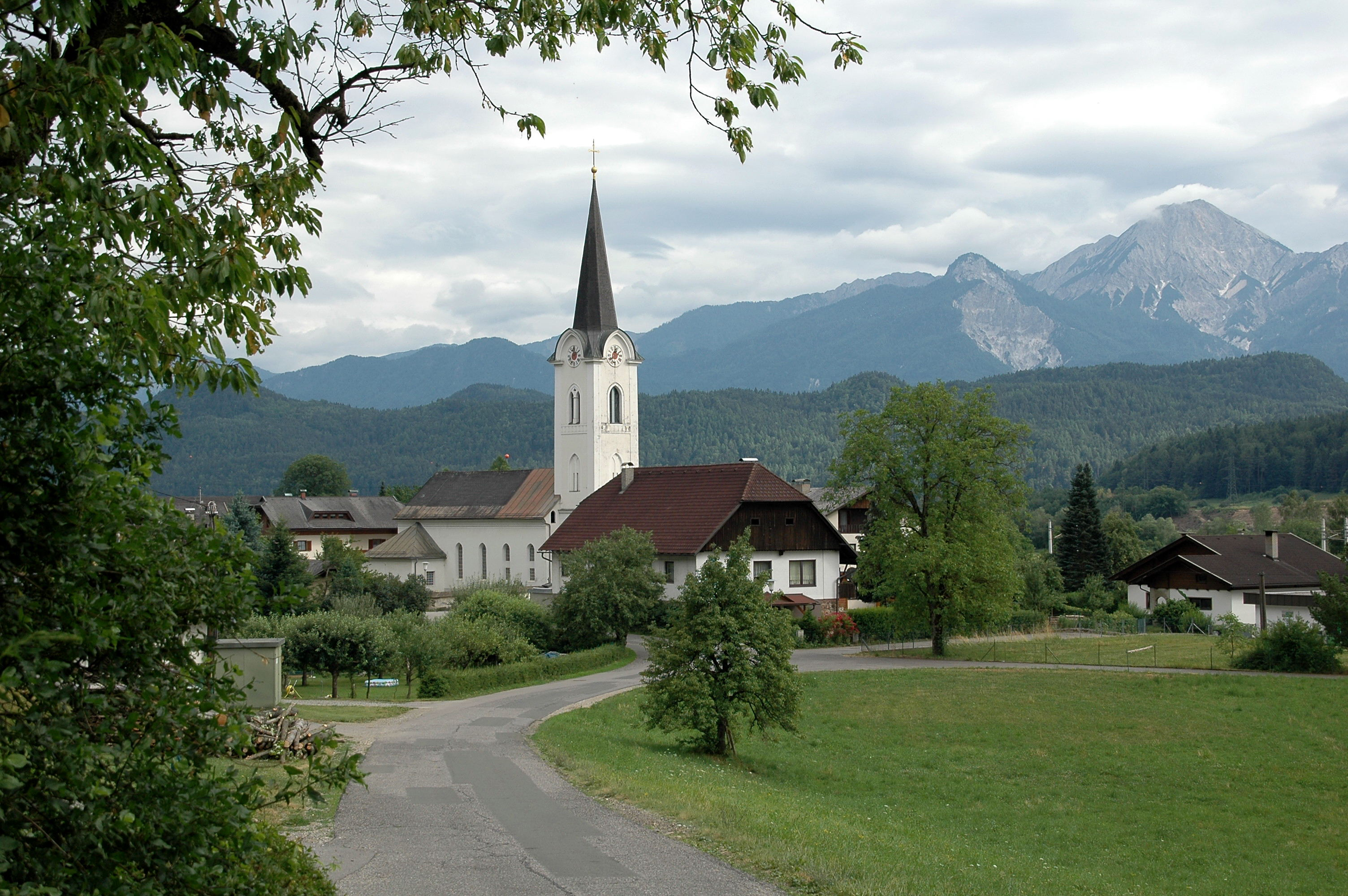
Kath. Pfarrkirche hl. Margareta in Gottestal/Skočidol in Wernberg

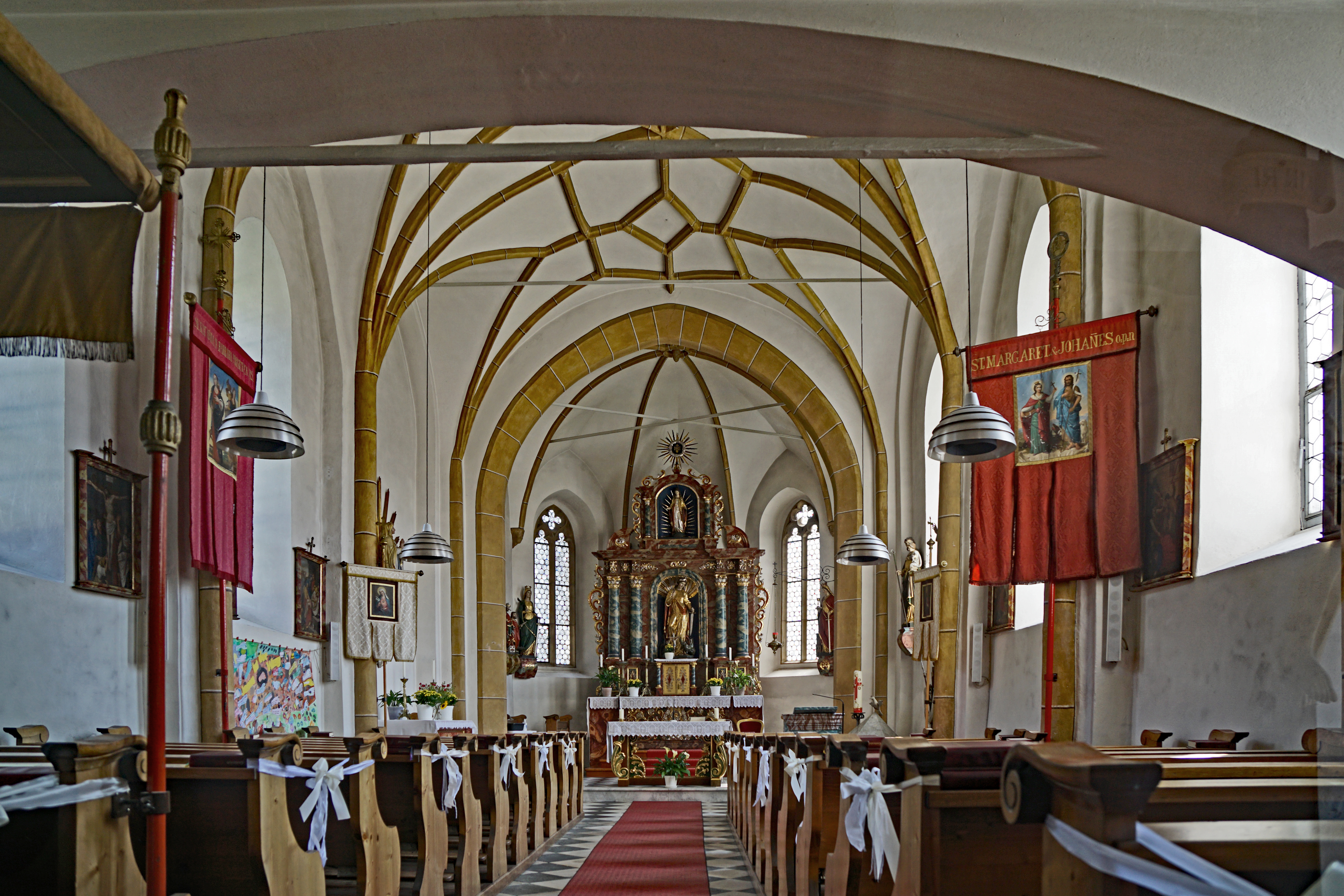
Innenansicht

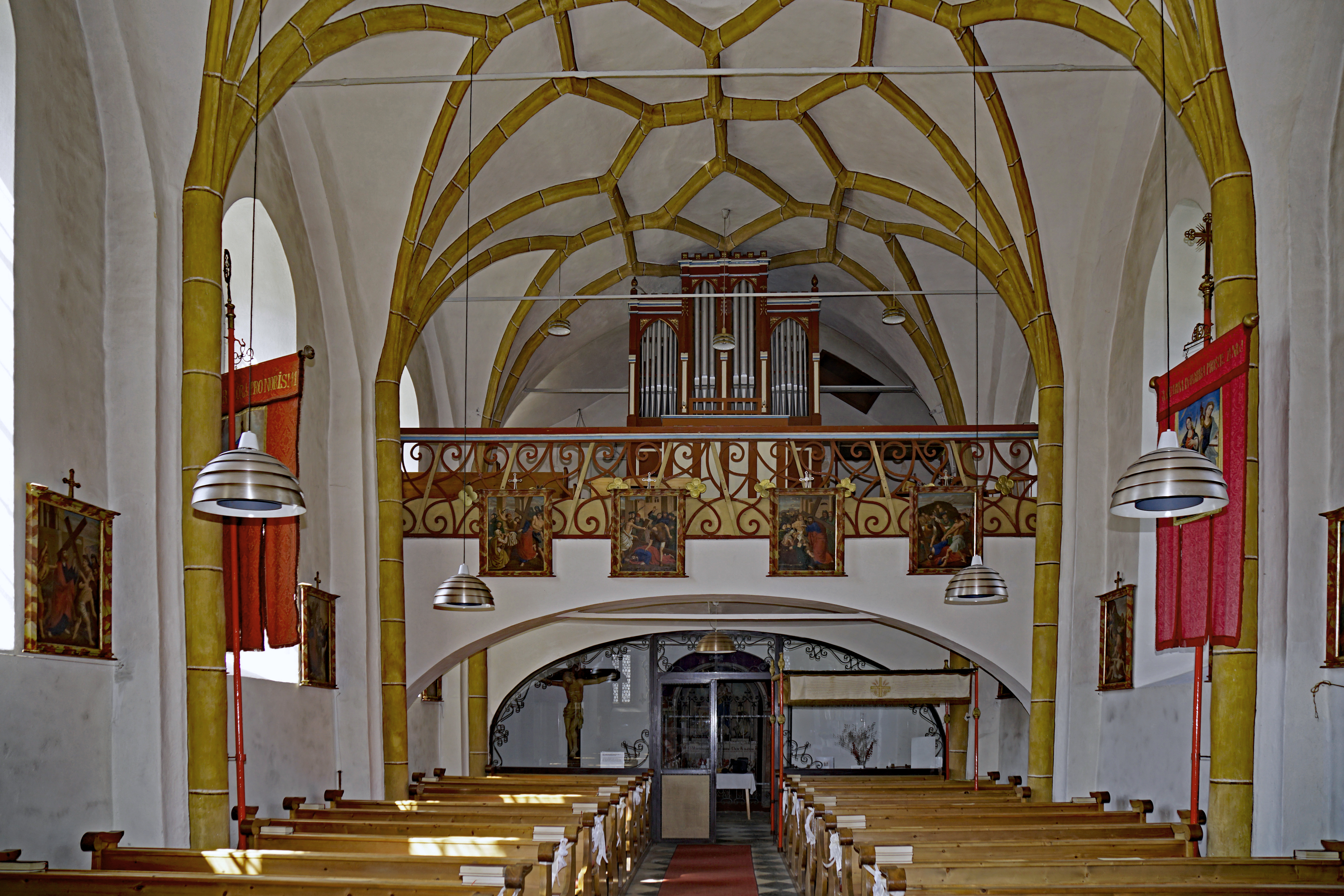
Innenansicht zur Orgelempore

Die römisch-katholische Pfarrkirche Gottestal/Skočidol steht im Ort Gottestal in der Gemeinde Wernberg im Bezirk Villach-Land in Kärnten. Sie ist der hl. Margareta geweiht und gehört zum Dekanat Rosegg/Rožek in der Diözese Gurk-Klagenfurt. Die Kirche und der Friedhof stehen unter Denkmalschutz.

## Geschichte
Eine Pfarre wurde 1356 genannt. Die gotische Dorfkirche wurde im 15. Jahrhundert erbaut. 1862 wurde die Kirche stark verändert und erneuert. 1975 war eine Innenrestaurierung.

## Bauwerk
Das gotische Langhaus ist erhalten und wurde 1862 verlängert und 1996 innen restauriert. Der Chor und der vorgesetzte Westturm mit Giebelspitzhelm stammen wie die nördliche Sakristei aus dem 19. Jahrhundert und sind neugotisch.
Das westliche Turmportal besitzt einen Spitzbogen. Am profilierten, gotischen Spitzbogenportal in der Südwand ist das Wappen der Herren von Aichelberg angebracht.
In der Südwand des Langhauses ist eine Steinfigur aus der Mitte des 14. Jahrhunderts eingemauert. Ebenfalls in der Südwand befinden sich ein einfacher, weiblicher Kopf aus einem römerzeitlichen Rundmedaillon oder Nischenporträtgrabstein sowie ein römerzeitliches Grabrelief mit der Darstellung zweier Opferdienerinnen. Weitere, beim Umbau 1862 gefundene, römerzeitliche Inschriften und Reliefs wurden in das Landesmuseum Kärnten überstellt.
Über dem fünfjochigen Langhaus ruht ein spätgotisches Netzrippengewölbe auf seichten, eingestellten Wandpfeilern mit vorgestellten Diensten. Die gemauerte Orgelempore auf Gurtbögen reicht weit ins Langhaus vor. Ein spitzbogiger Triumphbogen verbindet das Langhaus mit dem Chor,  dieser mit Kreuzrippengewölbe auf gotischen Kopfkonsolen und einem Fünfachtelschluss.

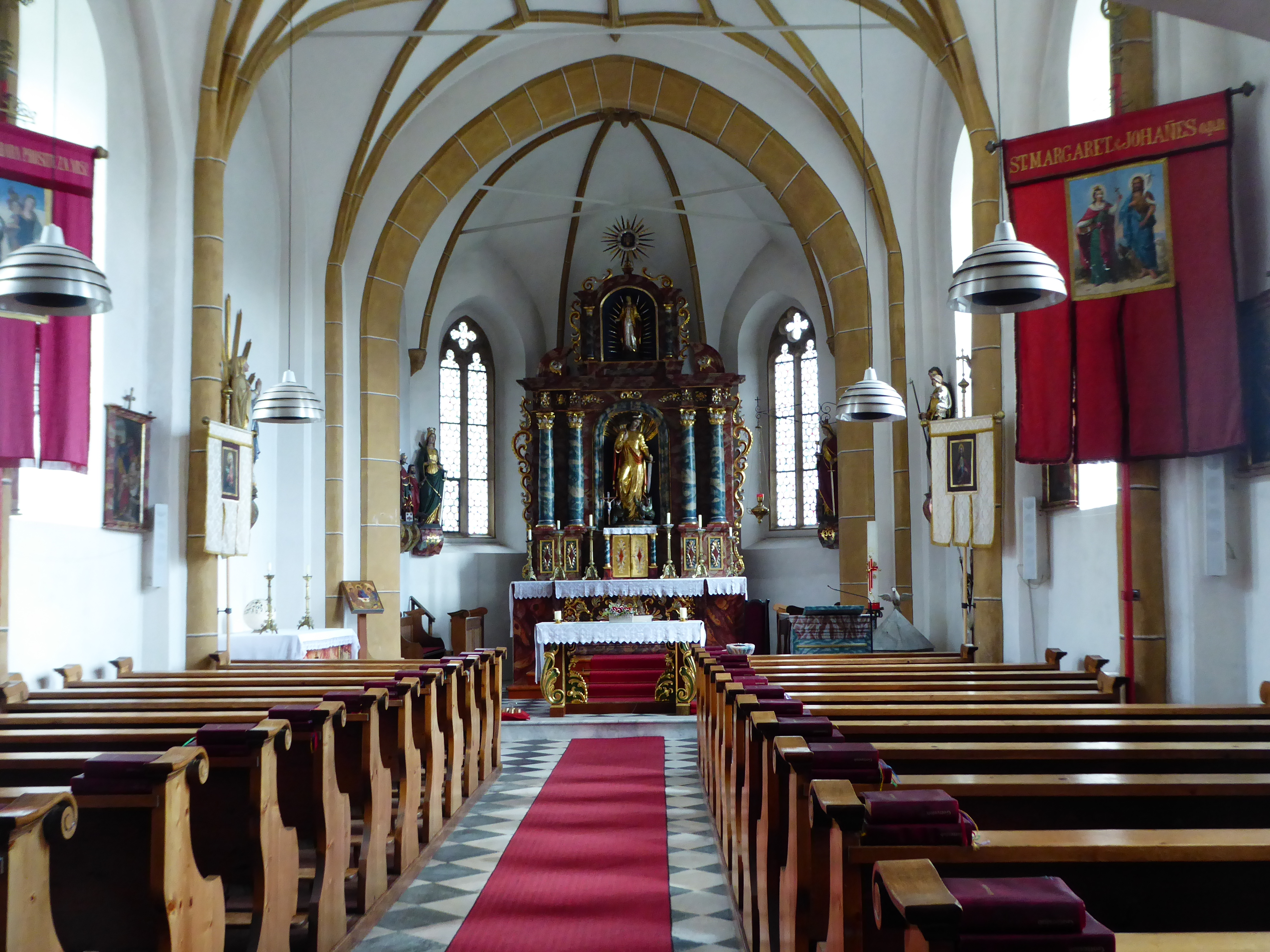
Blick in den Chor
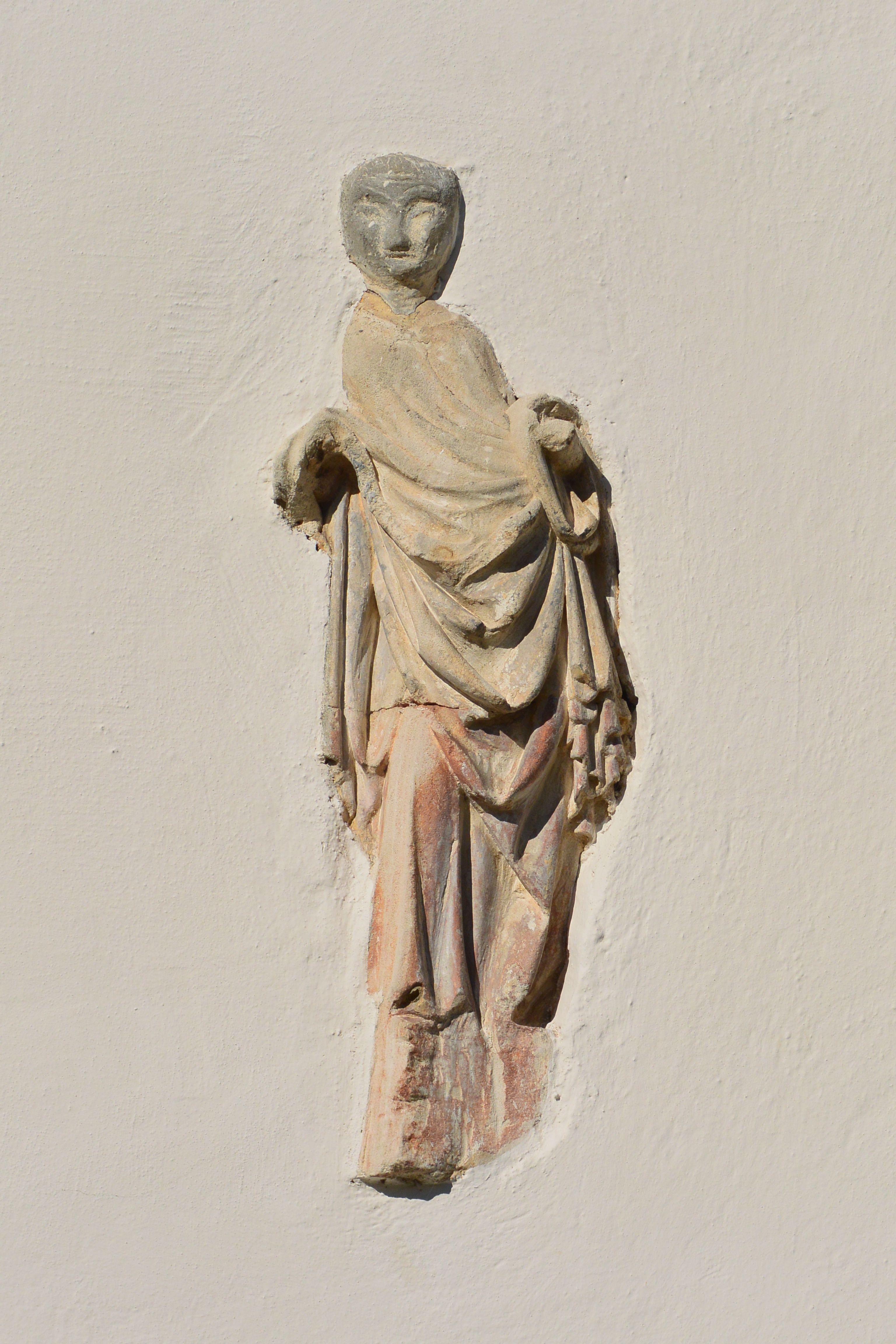
Römerstein
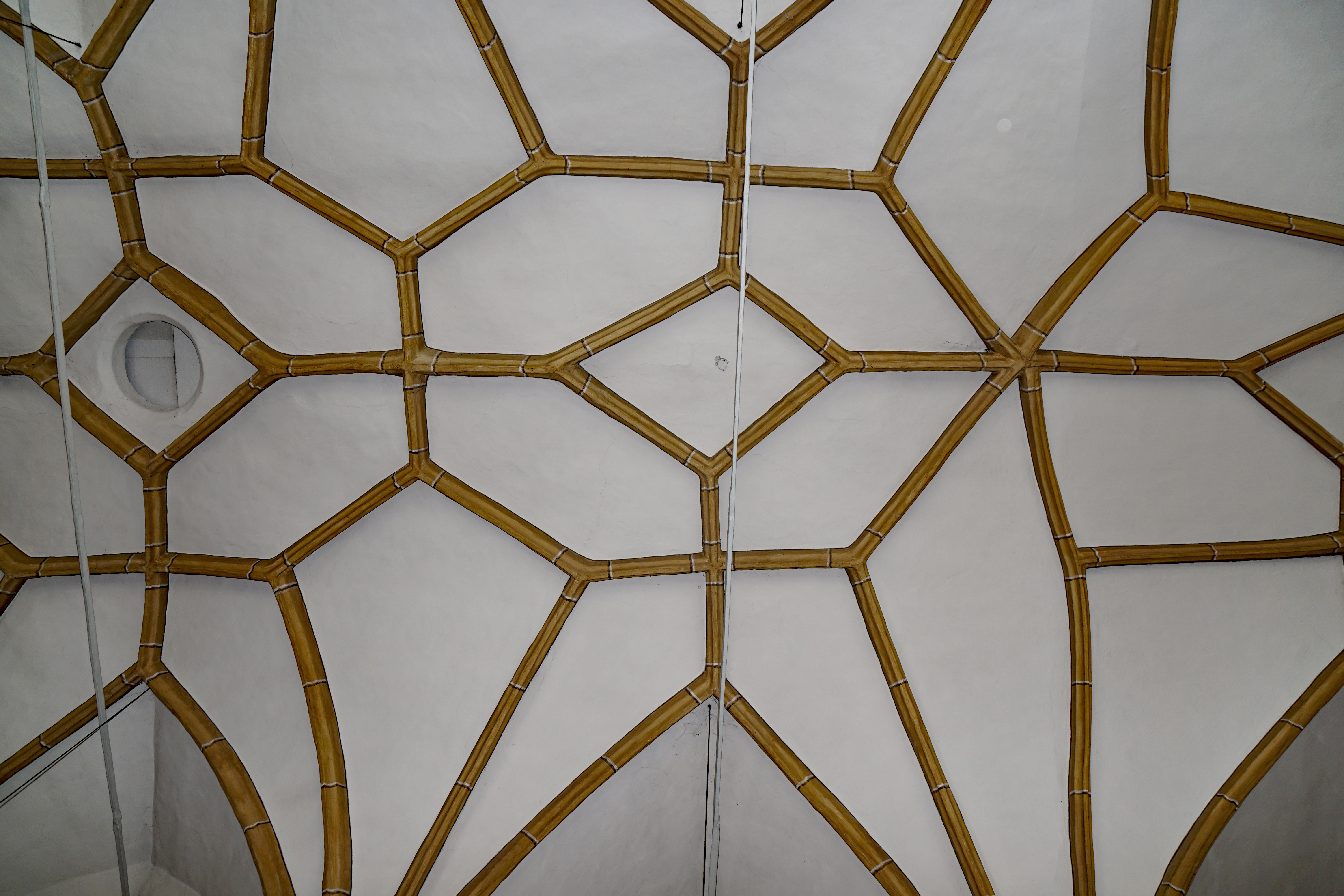
Netzrippengewölbe im Langhaus

## Einrichtung

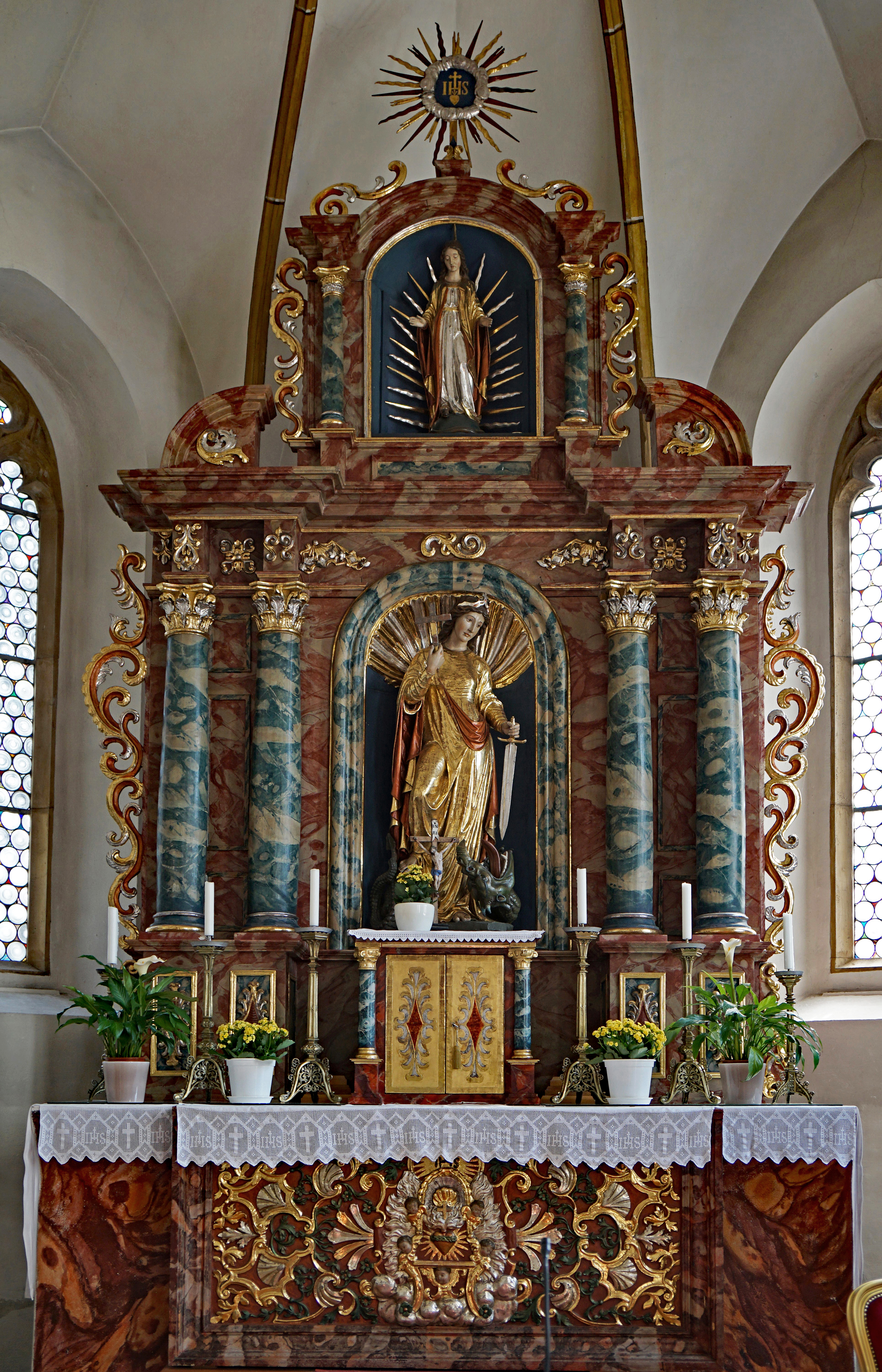
Der Hochaltar

Der barocke Hochaltar mit Doppelsäulenstellung, gesprengtem Segmentgiebel und einer kleinen Ädikula als Aufsatz sowie einem reichgeschnitzten Antependium mit Herz Jesu und Pflanzendekor entstand um 1700 und stand ursprünglich in der Wallfahrtskirche Sankt Wolfgang in Grades. Er trägt in der Mittelnische die Statue der heiligen Margareta und im Aufsatz eine Madonna. Die Figuren stammen vom 1895 von Franz Oblak geschaffenen, ehemaligen Hochaltar. Weitere Figuren dieses Altars, die Heiligen Katharina und Barbara sind beidseits des Hochaltars in der Apsis auf Konsolen angebracht. Die Statue des heiligen Josef mit Kind stammt vom neugotischen Seitenaltar.
Der Marienaltar an der Nordwand des Langhauses besteht aus einem barocken Altartisch und einer darüber auf einer Konsole stehenden Maria im Strahlenkranz.
Der achteckige, gotische Taufstein ist mit einem Meisterzeichen versehen; den Deckel ziert eine Taube. In der westlichen Turmnische finden sich Grabsteine von 1813 und 1849. In der Sakristei ist eine spätgotische Sakramentnische mit Kielbogen vom Anfang des 16. Jahrhunderts eingebaut, die aus dem abgerissenen, gotischen Chor stammt. Weiters stehen hier drei barocke Figuren aus der zweiten Hälfte des 18. Jahrhunderts.
Im Turmerdgeschoß hängt an der Westwand ein 3/4-lebensgroßes Kruzifix. Auch ist eine Marienkapelle eingerichtet. Am Altar stehen eine Herz-Mariens-Statue und zwei anbetende Engel vor den gemalten Hintergrund des Hügels Golgota. An den Seitenwänden befinden sich Bilder des betenden Jesus im Garten Golgota sowie des Judaskusses.

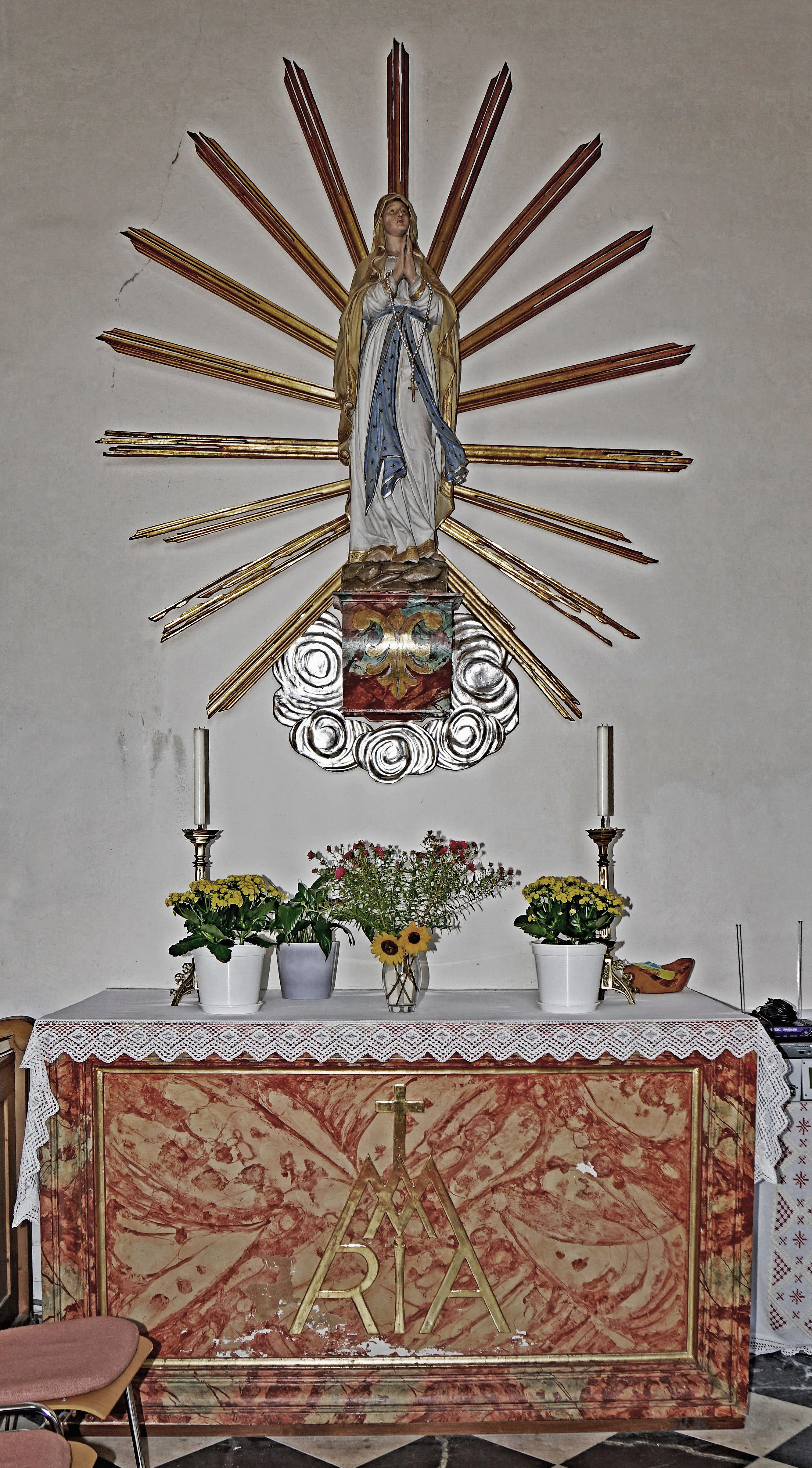
Marienaltar
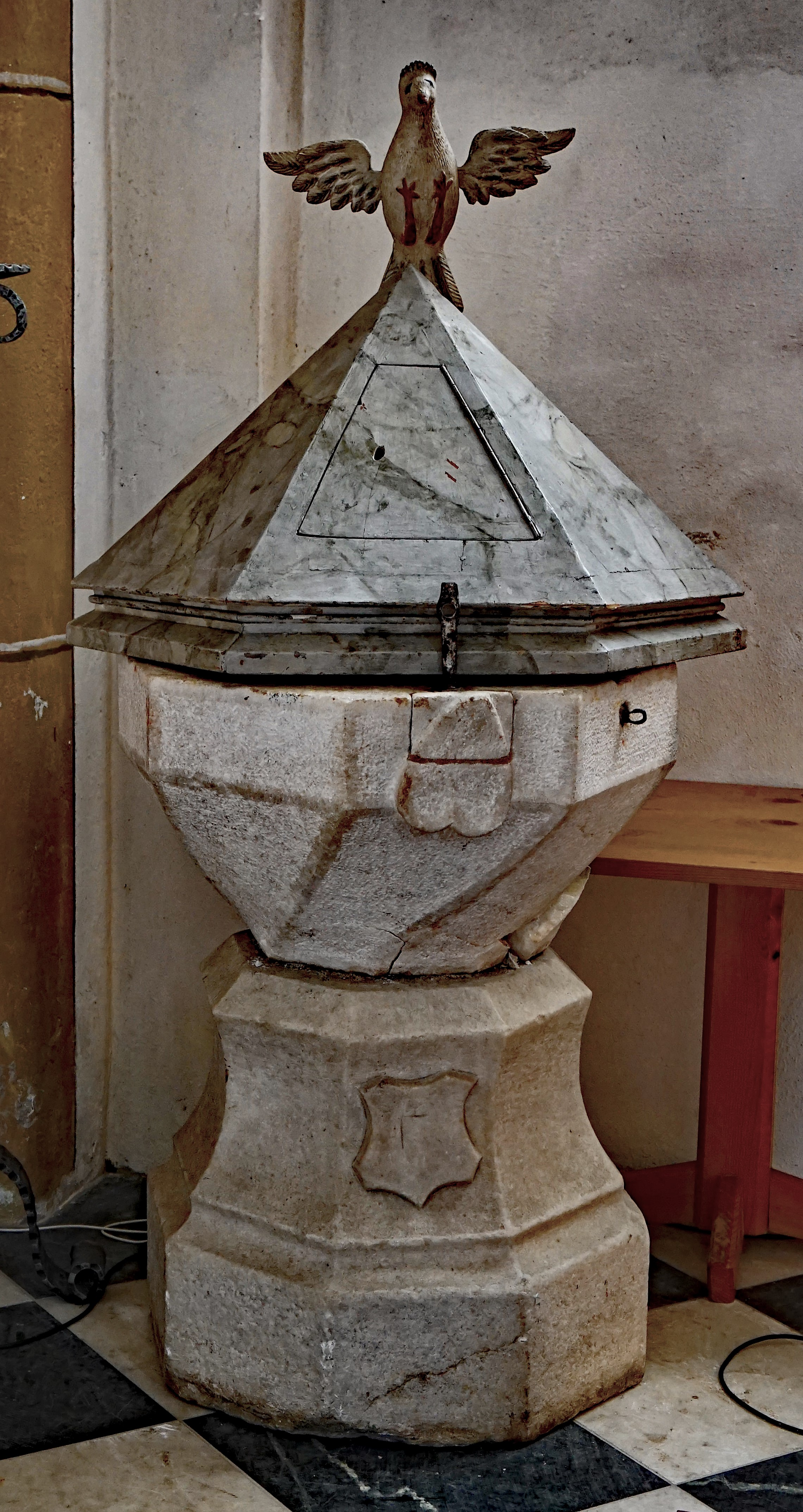
Taufstein mit Steinmetzzeichen
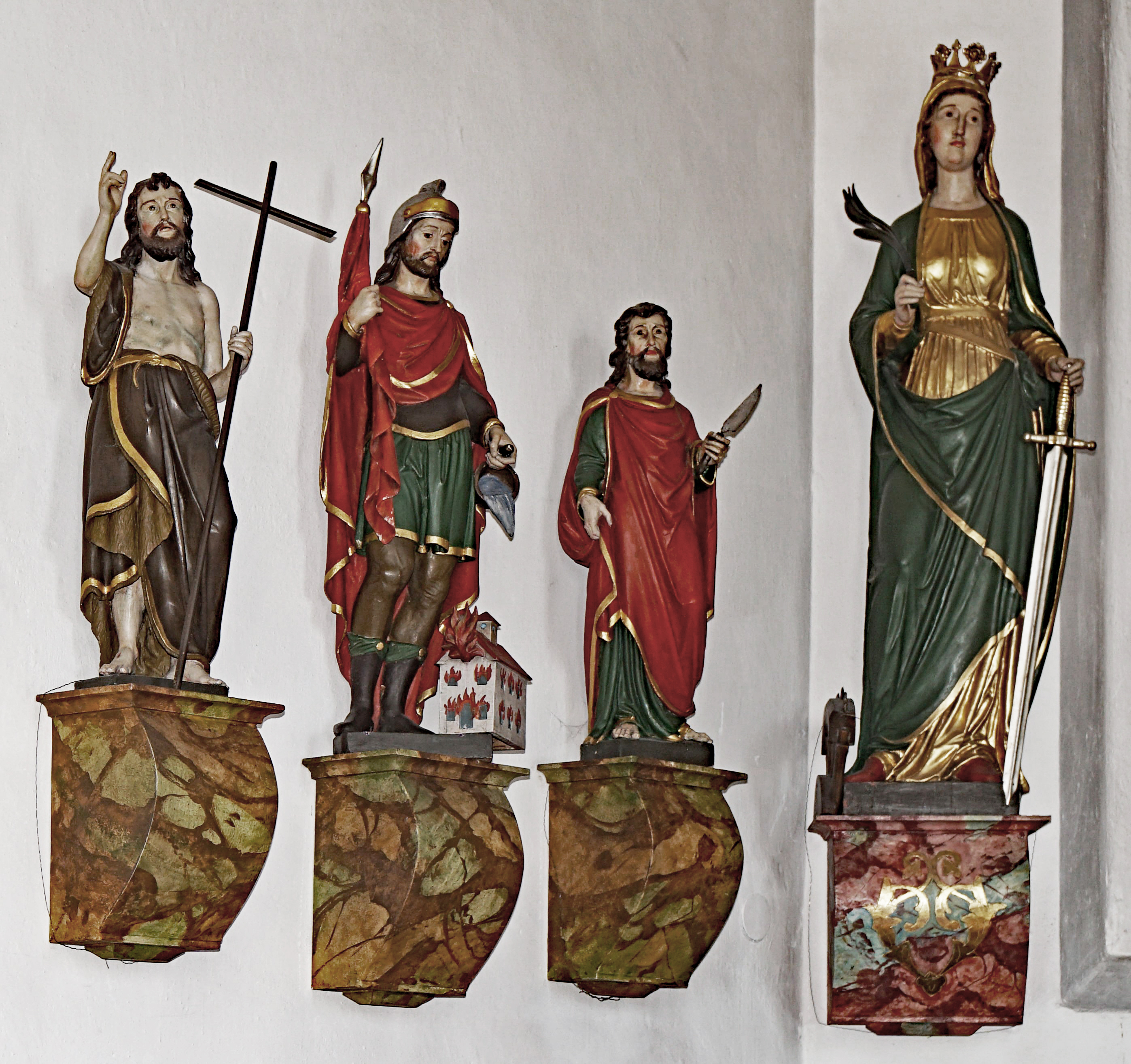
Konsolfiguren, von links: Johannes der Täufer, hl. Florian, hl. Bartholomäus, hl. Katharina
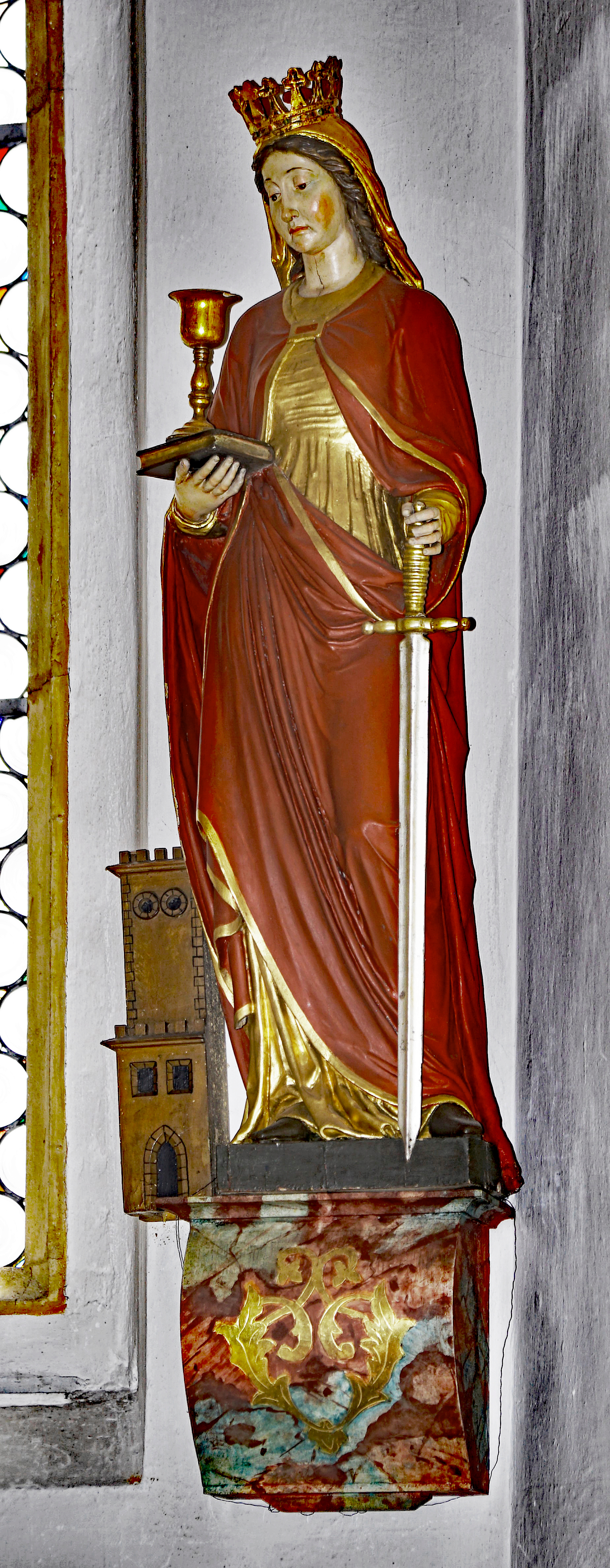
Konsolstatue der hl. Barbara
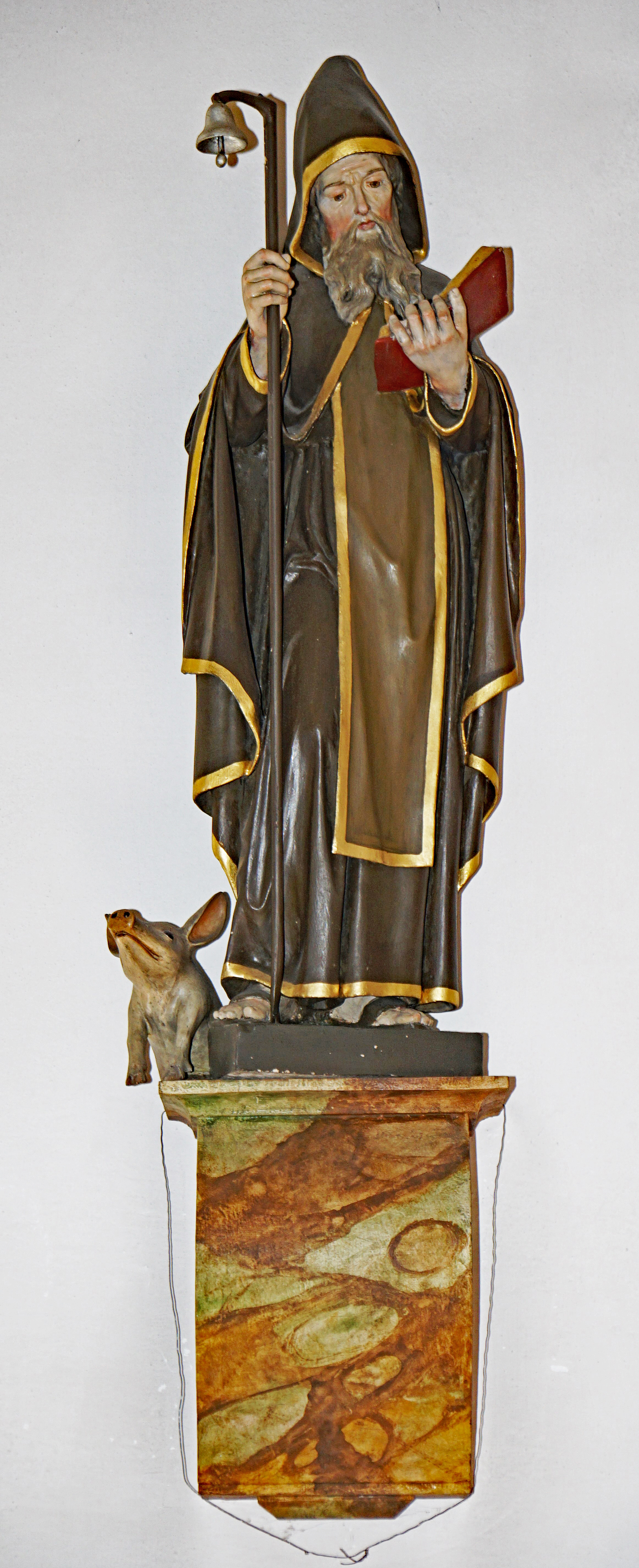
Hl. Antonius
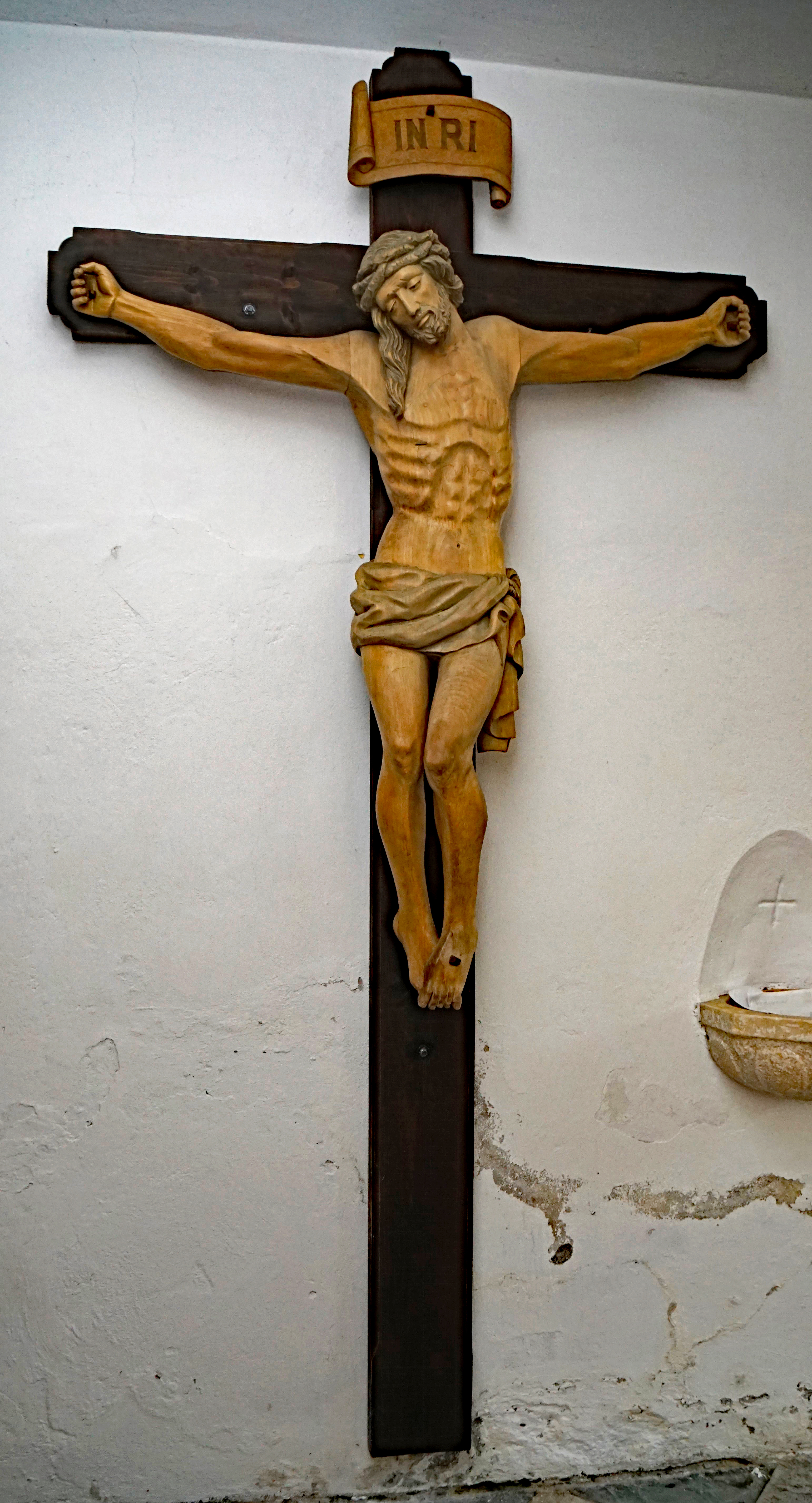
Kruzifix